# Eddie Chapman
Edward Arnold Eddie Chapman (Burnopfield, Condado de Durham; 16 de noviembre de 1914-St. Albans; 11 de diciembre de 1997) fue un criminal empedernido que se convirtió en agente doble británico —bajo el seudónimo de ZigZag— durante la Segunda Guerra Mundial. Tuvo varios alias con los cuales fue conocido por la policía británica, entre ellos estaba Edward Edwards, Arnold Thompson y Edward Simpson. Su seudónimo alemán era Fritz o, más tarde, su diminutivo Fritzchen.

## Biografía

### Antecedentes
Después de servir en los Coldstream Guards en la década de 1930, Chapman desertó y se convirtió en un experto en cerraduras con las pandillas de Londres en West End y pasó varios periodos en la cárcel por sus crímenes. Tuvo una serie de relaciones con varias mujeres de la alta sociedad londinense para luego chantajearlas con fotografías tomadas por un cómplice.
Fue arrestado en Escocia y procesado por volar la caja fuerte de la sede de la Sociedad Cooperativa de Edimburgo. Una vez que salió bajo fianza, huyó a la isla de Jersey, donde continuó su carrera y fue finalmente condenado a quince años de prisión por romper la cerradura de un gran salón de baile. 
Inmediatamente antes de su detención, había estado cenando con su amante, Betty Farmer, en el Hotel du Plage e hizo una salida espectacular a través de la ventana del comedor —que estaba cerrada en ese momento—, cuando vio a un policía encubierto venir para arrestarlo por los crímenes cometidos en el Continente.

### Registro en la guerra
Chapman estuvo en prisión por robo cuando las Islas del Canal fueron ocupadas por los alemanes, quienes lo reclutaron como agente. Fue entrenado en Francia —en La Bretonnière, cerca de Nantes— y despachado a Inglaterra para cometer actos de sabotaje.
Fue enviado en paracaídas a Cambridgeshire el 16 de diciembre de 1942 y se entregó a la policía antes de ofrecer sus servicios al MI5. Gracias al sistema de descifrado de mensajes alemanes, el MI5 tenía previo conocimiento de su misión. Fue interrogado en Latchmere House en Londres Occidental, más conocido como Camp 020. MI5 decidió usarlo contra los alemanes y asignó a Ronnie Reed como su oficial —Reed había sido invitado a unirse al MI5 en 1940 y permaneció allí hasta su retiro en 1976—.
Fingieron un ataque de sabotaje en su objetivo, la fábrica de aviones De Havilland en Hatfield, donde se construyó el Mosquito. Regresó a Alemania vía Lisboa y ofreció al MI5 realizar un ataque suicida a Adolf Hitler a su regreso a Alemania. El encargado alemán de Chapman, Stephan von Gröning, conocido por Chapman como «Dr. Graumann», le había dicho que tras un exitoso ataque de sabotaje sería puesto «en la primera o segunda fila» cerca del podio de Hitler durante un mitin nazi. Debido a motivos no revelados en los documentos oficiales, el intento de asesinato no se llevó a cabo y se pidió a Chapman «no realizar ninguna empresa loca».
Chapman dijo haber recibido la Cruz de Hierro, con lo que se convertiría en el primer inglés en recibir tal condecoración desde la Guerra franco-prusiana de 1870-1871, aunque existen dudas al respecto. Se ha sugerido que en realidad recibió la Cruz de Segunda Clase al mérito en guerra (Kriegsverdienstkreuz), pues la Cruz de Hierro estaba reservada a personal militar durante el Tercer Reich. También fue premiado con 110 000 reichmarks y su propio yate. En un informe, un oficial del MI5 escribió «los alemanes llegaron a amar a Chapman... pero aunque él hizo todas las formas cínicamente, no fue recíproco. Chapman se amaba a sí mismo, amaba la aventura y a su país, probablemente en ese orden».
Chapman fue enviado a Noruega para enseñar en una escuela de espías alemana en Oslo. Pero tras la Operación Overlord, fue enviado de nuevo a Gran Bretaña para informar a los alemanes sobre la precisión del misil V-1. Desde allí, informó a los alemanes que las bombas estaban pasando por encima de su objetivo central en Londres, cuando en realidad estaban pasando por debajo. Quizás como resultado de esta desinformación, los alemanes nunca corrigieron su objetivo, con el resultado final que las bombas cayeron al sur de Londres, haciendo mucho menos daño de lo que lo habría hecho de otra manera. Después de esto, regresó a Oslo con más información falsa.

### Después de la guerra
Finalmente, se le permitió retirarse con un pago de 6000 libras del MI5 y se le permitió mantener 1000 libras esterlinas del dinero que los alemanes le habían dado. Se le concedió un indulto por sus actividades antes de la guerra y el MI5 informó que ha estado viviendo «en lugares de moda en Londres, siempre en compañía de hermosas mujeres de cultura evidente».
El MI5 expresó alguna aprehensión de que, si se acababa el dinero, podría volver a sus actividades criminales, y cuando fue capturado se le trató con lenidad por sus servicios ultrasecretos en tiempos de guerra. 
Más tarde, Chapman y su esposa instalaron una granja (Shenley Lodge, Shenley, Herts) y fueron propietarios de un castillo en Irlanda. Después de la guerra, Chapman siguió siendo amigo de Von Gröning, quien para entonces había caído en desgracia. 
Chapman murió el 20 de diciembre de 1997, a los 83 años, de un paro cardíaco.